# Cure (журнал)
Cure (яп. キュア) — японский глянцевый ежемесячный журнал посвящённый жанру visual kei и японской уличной моде. Основная тема журнала — это молодые вижуал-группы и новые тенденции в этом жанре. В каждом номере выпускается диск с демозаписями начинающих групп и DVD с их интервью, выступлениями и обзорами творчества. Журнал распространял первые записи таких групп, как OZ, Kra и Ayabie.
С некоторого времени журнал стал выходить в США на английском языке.

## Особый контент
- Cure NEW AGE COLLECTIONS — крупный сборник начинающих вижуал кэй групп. Выпускается с целью продвижения молодых коллективов, уже выпущено 4 выпуска.